# Marisol Salanova
Marisol Salanova (València, 1982) és una comissària, crítica d'art i divulgadora cultural valenciana.

## Biografia
Marisol Salanova és llicenciada en Filosofia per la Universitat de València i màster en Producció Artística per la Universitat Politècnica de València. Ha dedicat la seva carrera professional a la comunicació artística, la crítica d'art i comissariant d'exposicions. Treballa de manera habitual com a redactora i col·laboradora de mitjans com la Cadena Ser, ABC Cultural, Diario Levante, Revista Mirall i Descubrir el Arte. En 2012, juntantament amb dJavier Castro, va fundar Micromegas, una editorial independent especialitzada en assaig sobre teoria de l'art i estudis culturals, que va codirigir durant 8 anys.
Salanova també treballa com a docent i assessora d'artistes i col·leccionistes. Treballa des d'una perspectiva de gènere, "concep l'artista com a activista i vetlla per a què en cada projecte existeixi equitat i tracte horitzontal, tot trencant l'estereotip del comissariat per sobre de la creació artística".
En 2021 va ser la comissària de la NFTsART. Convocatòria de crypto art per a artistes digitals” on es van dur a terme diferents col·loquis sobre NFTs i crypto art. Dins dels seus treballs, destaca la comunicació que fa de l'art en les xarxes socials com Instagram o TikTok.

## Obres publicades
- La crítica de arte en la actualidad. 2024 Ediciones Akal - ISBN 978-84-460-5613-3[8]
- Inteligencia artistica. 2023. EAN 9788419271891
- Innovación desdel museo: ensayos sobre emergencia cultural (coordinadora). 2021. ISBN 978-84-482-6611-0[9]
- Enterrados. El ocaso de los cuerpos. EAN 9788494054549
- Postpornografía. 2012. ISBN 978-84-15107-29-3

## Obres col·lectivas
- Comisariado ¿pedagógico? 2022. ISBN 978-8413525938
- La escalera de Jacob. 2018. ISBN 9788494953910[10]